# Leptodactylus laticeps
Espèce
Statut de conservation UICN

 NT  : Quasi menacé
Leptodactylus laticeps est une espèce d'amphibiens de la famille des Leptodactylidae.

## Répartition
Cette espèce se rencontre :
- en Argentine dans le Gran Chaco ;
- au Paraguay ;
- en Bolivie.

## Étymologie
Le nom spécifique laticeps vient du latin lata, large, et de ceps, la tête, en référence à son aspect.

## Publication originale
- Boulenger, 1918 : Descriptions of new South-American Batrachians. Annals and Magazine of Natural History, sér. 9, vol. 2, p. 427-433 (texte intégral).